# Skellefteås brandstation
Skellefteås brandstation är en av tio brandstationer i Skellefteå kommun (2024). Den första kända brandstationen uppfördes 1904. 

## Historia

### Kvarteret Hjorten

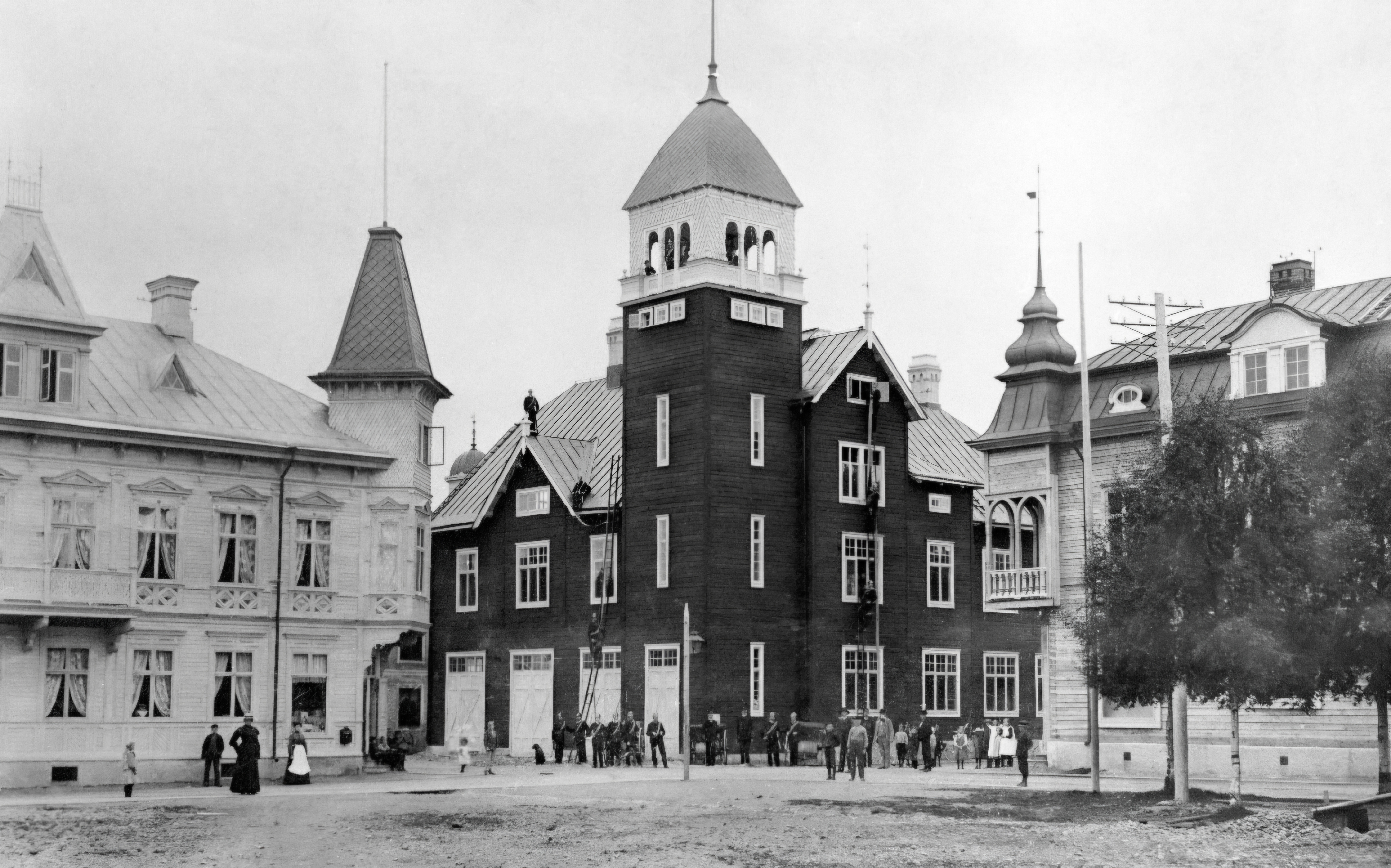
Brandstationen i Skellefteå (1906).

Den första kända brandstationen låg i kvarteret Hjorten – i närheten av det nuvarande Guldtorget – och invigdes 1904.
Byggnaden var uppförd i trä med ett högt torn avsett för torkning av slangar. På 1950-talet flyttades brandstationen och byggnaden revs 1956.

### Kvarteret Oden

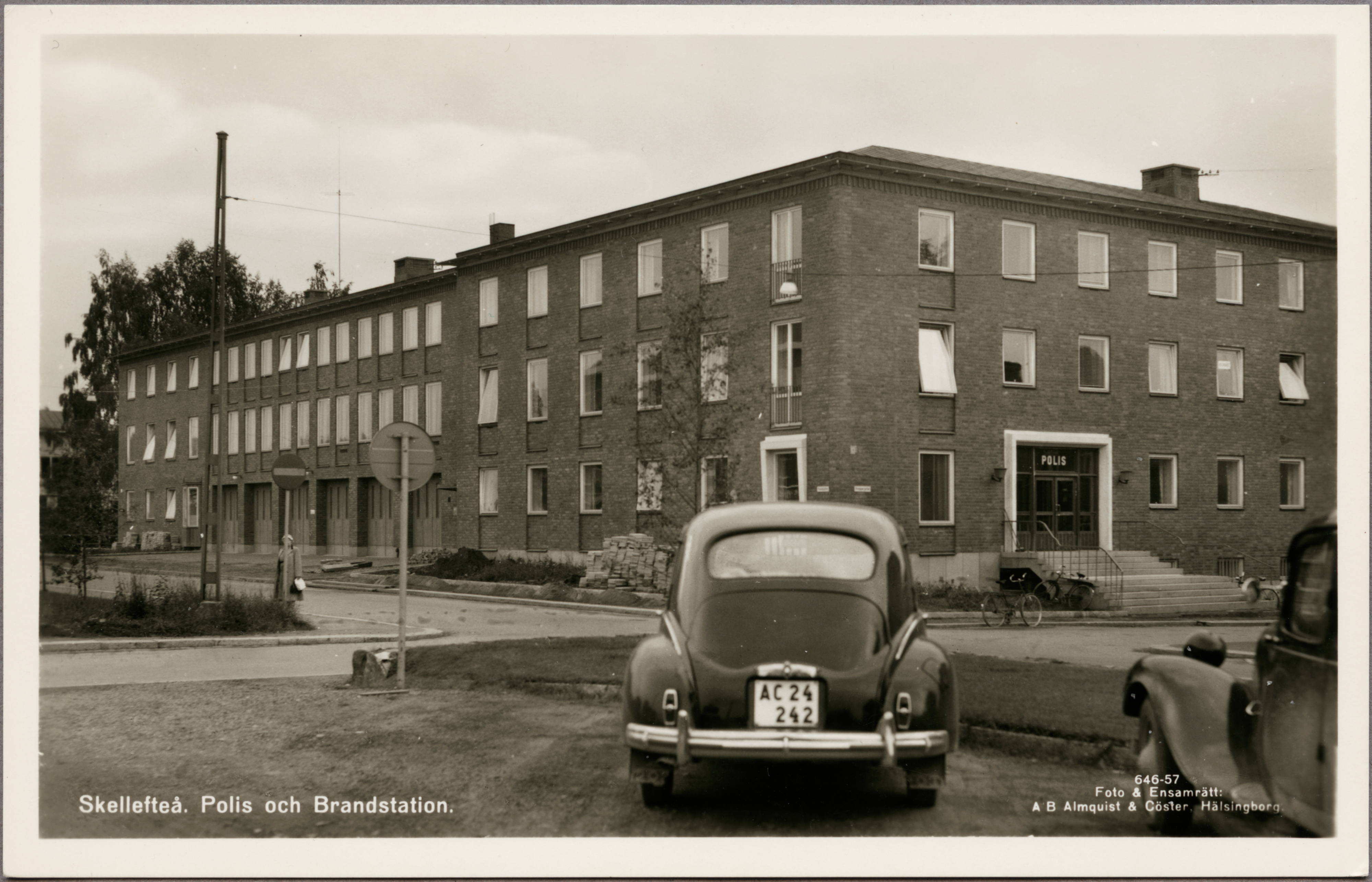
Polis och brandstationen längs Kanalgatan (1953).

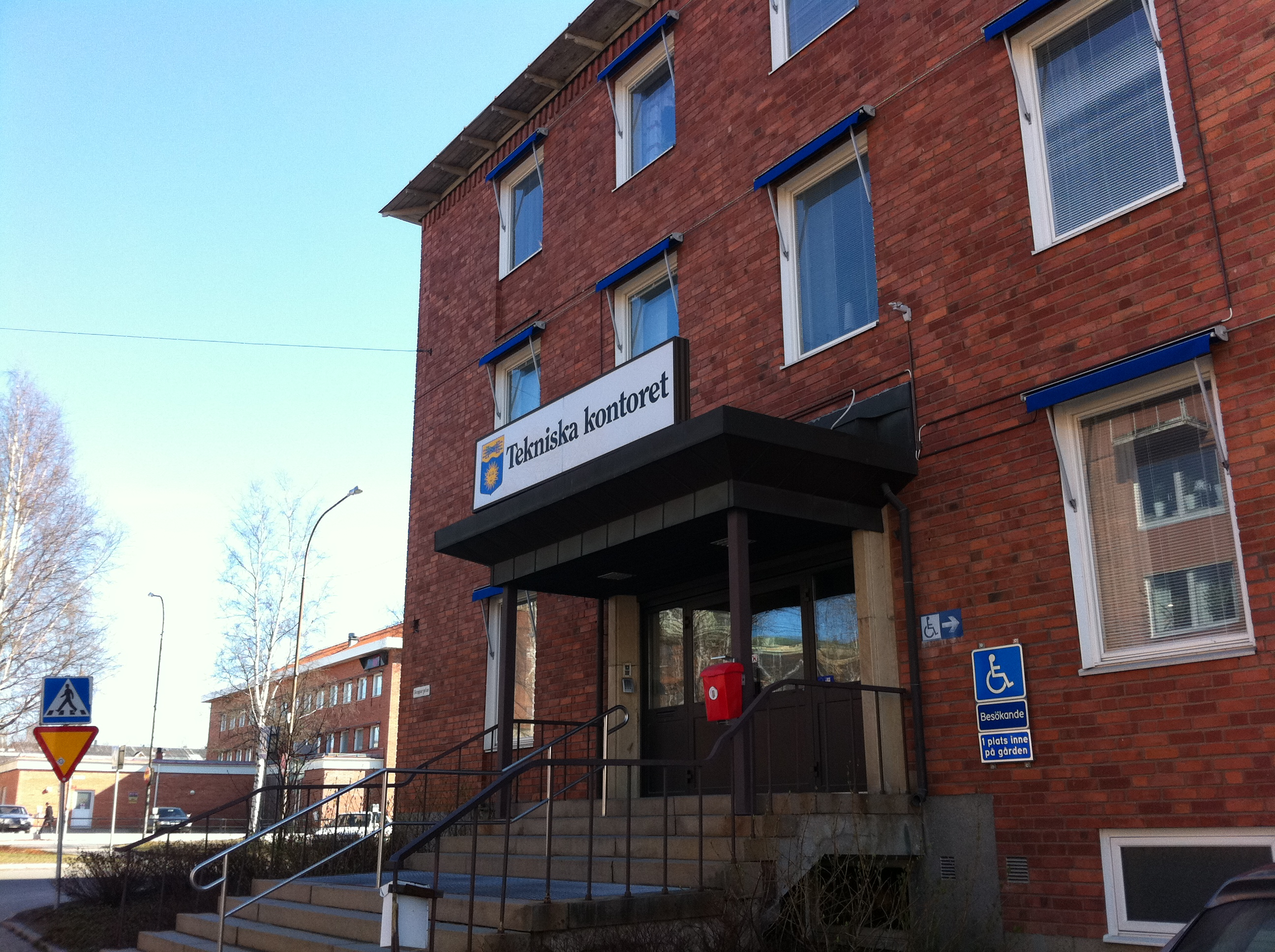
Gamla brandstationen ritades av Edvin Bergenudd. Bilden tagen 2011.

Den nya brandstationen låg längs Kanalgatan, i Kvarteret Oden, tillsammans med polishuset. Byggnaden var uppförd i tegel. Även denna byggnad - som senare använts som kontor -  hade ett torn för torkning av slangar.

### Solbacken
År 1974 flyttades brandstationen till Solbacken, även där huserade brandstationen i en byggnad av tegel. Byggnaden var i ett våningsplan.

### Östra navet
50 år efter att brandstationen flyttats till Solbacken, 2024, flyttades brandstationen återigen. Denna gång till östra navet. Vid flytten 2024 beskrevs brandstationen som "Sveriges modernaste brandstation". Flytten innebar att räddningstjänsten fick en större  verkstad, ett större lager, spolhall och saneringsmöjligheter.